# Lutte Internationale
Lutte Internationale - prononcé en français : [lyt ɛ̃tɛʁnasjɔnal] ("International Wrestling") était une promotion de lutte professionnelle basée à Montréal de 1980 à 1987. La promotion a été fondée par Frank Valois, André le Géant et Gino Brito sous le nom de Promotions Varoussac (Valois, ROUSSimoff et ACcocella Promotions). Lutte Internationale a succédé à la All-Star Wrestling et à la Grand Prix Wrestling en tant que meilleure promotion de lutte au Québec pendant la majeure partie des années 1980.
C'était la deuxième des trois principales promotions de lutte au Canada, avec la Maple Leaf Wrestling et la Stampede Wrestling, à être mise hors d'activité par la World Wrestling Federation (l'actuelle WWE),. De nombreux lutteurs professionnels franco-canadiens du boom de la lutte des années 1980 sont venus aux États-Unis depuis Lutte Internationale, notamment Dino Bravo, Rick Martel, Ronnie Garvin et les frères Rougeau . La clôture de la promotion en 1987 marque la fin des cinquante ans de « l'âge d'or de la lutte » au Québec,.

## Histoire

### Les débuts (1980-1984)
La promotion a été fondée par Frank Valois, André le Géant et Gino Brito sous le nom de Promotions Varoussac ,, nom composé des premières lettres de leurs noms de famille respectifs (VAlois, ROUSSimoff et ACcocella). Montréal était considérée comme une capitale de la lutte depuis les années 1930, cependant, la fermeture de la All-Star Wrestling et de la Grand Prix Wrestling en 1975 a laissé la ville sans entreprise majeure. Brito était impatient de ramener la lutte professionnelle à Montréal et a persuadé ses collègues anciens du Grand Prix André le Géant et le manager Frank Valois de se joindre à l'entreprise. André était à l’époque l’une des stars les plus reconnaissables au monde. Montréal était une résidence secondaire pour le lutteur d'origine française qui possédait un restaurant et avait d'autres intérêts commerciaux dans la ville. À eux deux, Brito et Andre pourraient attirer de grandes stars américaines grâce à leurs contacts avec l'American Wrestling Association et la World Wide Wrestling Federation. Le manager d'André, Frank Valois, possédait l'expérience commerciale nécessaire pour diriger une entreprise de lutte. Le groupe croyait qu'en utilisant le modèle traditionnel consistant à faire venir des stars internationales pour défier les lutteurs québécois locaux, ainsi qu'en prenant les meilleures qualités de la lutte All-Star et Grand Prix, ils pourraient relancer la scène de lutte québécoise.
Plusieurs promoteurs différents avaient tenté de démarrer des entreprises à Montréal, sans grand succès. Une exception était Jack Britton qui faisait la promotion d'émissions sous la bannière « Olympia Pro Sports » de 1977 à 1980. Brito et ses partenaires rachetèrent la promotion de son père durant cette période. De nombreux piliers du Grand Prix se sont joints à la nouvelle promotion, notamment Frenchy Martin, Gilles Poisson, Len Shelley, Ludger Proulx, Michel Dubois, Pierre « Mad Dog » Lefebvre, Serge Dumont, Zarinoff Leboeuf et les frères Rougeau ( Jacques et Raymond Rougeau ). L'arrivée de grandes vedettes a permis à Promotions Varoussac d'obtenir un contrat de télévision avec CFCF-DT peu après ses débuts,. L'émission phare de la promotion « Les Étoiles de la Lutte », animée par Édouard Carpentier et Guy Hauray, est devenue l'une des émissions de télévision francophones les mieux notées de la province.
Leur premier grand spectacle a eu lieu le 25 août 1980, au Centre Paul Sauvé à guichets fermés, où André le Géant a affronté Hulk Hogan dans le Main-Event. Il s'agissait de la première rencontre entre les deux superstars au Canada, le premier combat entre les deux ayant eu lieu deux semaines plus tôt à Showdown at Shea aux États-Unis, précédant de sept ans leur célèbre affrontement à WrestleMania III. Brito a affirmé plus tard que "le match a remis la lutte montréalaise sur la carte". La promotion avait besoin d'un « héros local », un rôle autrefois occupé par Yvon Robert Sénior dans les années 40 et 50. Édouard Carpentier était considéré comme trop vieux à ce stade de sa carrière, Jacques Rougeau (père) était à la retraite et son fils Raymond était toujours considéré comme un lutteur mi-lourds. Dino Bravo, qui dirigeait une école de lutte locale avec Brito, est finalement devenu le meilleur babyface de Varoussac , après avoir remporté le Championnat international canadien des poids lourds des mains de Lefebvre la même année.
Le Centre Paul Sauvé était l'arène d'origine de la promotion. Ils visitaient occasionnellement l'Auditorium de Verdun, l'arène de la lutte rivale du Grand Prix, lorsque le Centre Paul Sauvé était réservé pour un spectacle annuel des Sciences Occultes. L'événement le plus remarquable de Varoussac Promotions a été mis en vedette par Dino Bravo et Zarinoff Leboeuf dans un match de la chaîne russe en 1981. Le 26 juillet 1982, Lutte Internationale a été créée au Forum de Montréal, ramenant la lutte professionnelle sur place après six ans d'absence. Nick Bockwinkel a défendu le championnat du monde poids lourds AWA contre Tony Parisi à l'arène Paul Sauvé un an plus tard ; Au sommet de sa popularité, la promotion organisait des événements qui attiraient parfois plus de 10 000 fans. Bien qu'il n'y ait jamais eu de spectacle dans un stade comme ses prédécesseurs, bon nombre des spectacles de Lutte au Forum de Montréal ont attiré des chiffres de fréquentation plus élevés que toute autre promotion locale.

#### Le Québec contre le monde
L'idée de faire venir des lutteurs étrangers et de les opposer aux favoris locaux a été un succès immédiat auprès du public canadien-français. André le Géant et Dino Bravo ont été les premières têtes d'affiche de l'ère Promotions Varoussac. Billy Robinson, ancien champion britannique des poids lourds, fut l'un des premiers lutteurs étrangers à succès à « envahir » le Québec. Il était accompagné du manager "Lord" Alfred Hayes. Hayes, qui parlait couramment le français, a provoqué la colère des foules avec son accent britannique de la classe supérieure lors des interviews. Cela a contribué à faire de Robinson l'un des lutteurs les plus détestés de Lutte. Au cours de ses deux années au Québec, Robinson a remporté le championnat canadien international des poids lourds contre Rick Martel et The Destroyer. Il fut finalement destitué de son titre par Dino Bravo le 21 septembre 1983. Bravo a également rivalisé avec Masked Superstar, également dirigé par Alfred Hayes, pendant une grande partie de l'année,,.
À l’époque des territoires, les managers faisaient partie intégrante d’une promotion réussie. Le territoire québécois était un territoire unique car bilingue, et à ce titre suivi par des fans anglophones et francophones, il était nécessaire que les managers parlent couramment les deux langues. Eddie "The Brain" Creatchman était le plus remarquable de leurs managers de heels. Ennemi de longue date de Dino Bravo, il dirigea de nombreux lutteurs étrangers contre celui-ci. Tout comme Bobby Heenan et la famille Heenan qui ont harcelé Hulk Hogan, alors champion du monde poids lourds de la WWF aux États-Unis, Creatchman s'est donné pour mission de chasser Bravo (et d'autres favoris des fans) hors du territoire,.

#### Association avec le World Wrestling Council
En plus de ses accords de co-promotion avec l'AWA et le WWF, la relation la plus solide et la plus durable de Lutte Internationale était avec le World Wrestling Council. Abdullah le Boucher, l'un de leurs meilleurs heel au milieu des années 1980, fut le premier pilier de la WWC. Dans le cadre de son accord d'échange de talents, Joe Lightfoot et Pierre "Mad Dog" Lefebvre se sont rendus à Porto Rico où ils ont remporté respectivement le Championnat du monde junior poids lourd de la WWC et le Championnat nord-américain des poids lourds de la WWC . Bob Della Serra, qui a initialement participé à Promotions Varoussac sous le masque du lutteur UFO, a rejoint Don Kent dans une nouvelle version des Fabulous Kangaroos en tant que Johnny Heffernan, le fils kayfabe du kangourou original Roy Heffernan, remportant le championnat du monde par équipe de la WWC en 1982. Les stars québécoises de longue date Frenchy Martin et Jos LeDuc sont également revenues au Canada après la formation de Lutte Internationale en 1984. L'importation la plus connue de la WWC était sans doute le roi Tonga qui rivalisait avec Dino Bravo pour le championnat canadien international des poids lourds entre 1984 et 1985. Un combat pour le titre Bravo-Tonga, le 23 décembre 1984, a attiré plus de 19 500 fans au Forum de Montréal. Après les raids de talents orchestrés par la WWF au milieu des années 1980, Lutte Internationale s'est fortement appuyée sur le WWC pour lui fournir des lutteurs, et ce jusqu'à sa fermeture éventuelle.

### Lutte Internationale / International Wrestling (1984–85)
Début 1984, André le Géant vendit ses parts dans les Promotions Varoussac à Rick Martel et Tony Mule avant de rejoindre la WWF. Dino Bravo étant également devenu copropriétaire entre temps, le nom Varroussac tombait hors de sens. Il a alors été décidé de renommer la promotion Lutte Internationale (International Wrestling). Brito et Valois ont également produit une nouvelle série télévisée, "Lutte Internationale" (lutte internationale), lorsque Carpentier et Hauray ont signé avec la WWF à la fin de l'année. Une version anglaise a été produite par George Cannon et Milt Avruskin à Windsor, en Ontario. Il a été diffusé localement à Montréal et a été diffusé dans d'autres régions du pays. Le Championnat international canadien de télévision a également été présenté sur Les Étoiles de la Lutte comme titre secondaire pour lequel les lutteurs undercard pouvaient concourir. Leo Burke a battu Richard Charland lors d'une finale de tournoi pour en devenir le premier titulaire. Après le match, Charland a attaqué Burke et détruit son trophée, effectuant ainsi son heel turn.
Lutte Internationale a rapidement commencé à faire de la promotion à l'extérieur de la région de Montréal. Le show visita régulièrement Hull, Québec, Sherbrooke, Verdun et d'autres villes du sud du Québec. La promotion se concentrait généralement sur des tournées estivales, le hockey sur glace occupant la plupart des arénas pendant la saison hivernale. La structure s'est également rendue en Ottawa, en Edmundston (Nouveau-Brunswick), et même au-delà de la frontière, dans certaines régions du nord-est des États-Unis. Beaucoup de ces house-shows ont ensuite servi de support pour l'émission télévisée de la structure.

#### Bataille pour Québec
Le printemps 1984 a vu une querelle « babyface contre babyface » entre Rick Martel et Dino Bravo pour le championnat canadien international des poids lourds. Plusieurs de leurs combats ont eu lieu à Montréal et à Québec, villes natales respectives de Bravo et de Martel, et la rivalité traditionnelle entre les villes y été pour sûr mise en valeur. Leur premier combat a eu lieu le 5 mars à Québec, mais Martel n'a pas réussi à remporter la ceinture. Un match revanche a eu lieu au Forum de Montréal une semaine plus tard avec l'ancien champion du monde poids lourd de la NWA, Pat O'Connor, comme arbitre invité spécial . L'événement vit Martel, un « babyface » de longue date, unanimement hué pour la première fois de sa carrière par 11400 compatriotes. Martel ne réussit jamais à remporter la ceinture de Bravo et partit finalement rejoindre l'American Wrestling Association. Lorsque Martel a remporté le championnat du monde poids lourds de l'AWA face à Jumbo Tsuruta en mai, il a régulièrement défendu sa ceinture partout au Québec.

#### Montée et chute de La Merveille Masquée
Au milieu des années 1980, Lutte Internationale a tenté de développer le lutteur local Luc Poirier, l'un des meilleurs élèves d'Édouard Carpentier, jusqu'au statut de star majeure. Bien qu'il manquait d'expérience sur le ring, Poirier avait une silhouette musclée très en vogue lors du boom de la lutte des années 1980. Lutte Inter a décidé de relancer le gimmick populaire "La Merveille Masquée" d'Eddie Quinn comme moyen de présenter Poirier aux fans. Le plan était qu'il lutte ainsi masqué pendant quelques mois - le temps de l'établir par quelque rivalité - avant d'être démasqué, puis qu'il concoure sous son propre nom par la suite, une fois établi. Poirier a eu un succès relatif dans ses apparitions télévisées, et son look distinctif le distinguait des jobbers moyens. Sa performance ne s'est cependant pas améliorée avec le temps. Alors que les promoteurs commençaient à remettre en question la motivation de Poirier pour la lutte professionnelle, le soutien des fans envers la Merveille Masquée commençait à décliner. En octobre 1984, le lutteur masqué fit un heel turn et commença à lutter sous le nom de Mercenary. Cela non plus n'a pas intéressé les fans et le Mercenary fut démasqué par Gino Brito à la fin du mois. Poirier a fait un bref essai avec le WWF lors de son invasion du Québec avant de disparaître complètement du Canada. Il a passé avec succès les douze années suivantes à lutter en Europe où il est devenu le champion du monde des poids lourds CWA tout en travaillant pour Otto Wanz. Il a refait surface à la WWF dans le cadre de Truth Commission.

#### Massacre de la Saint-Jean-Baptiste
Si Dino Bravo était la vedette de Lutte Inter, les frères Rougeau étaient également populaires auprès des amateurs de lutte québécois. L'un des premiers scénarios majeurs de la promotion était une querelle de trois mois opposant les Garvin Brothers ( Ronnie et Jimmy Garvin ) à Jacques et Raymond Rougeau, alors champions canadiens internationaux par équipe en titre, à l'été 1985  Leur première rencontre a eu lieu le 24 juin 1985, au Forum de Montréal, où des milliers de personnes ont vu les Garvin battre férocement les champions par équipe. Avant le début du match, Precious, le valet de Jimmy Garvin, a aveuglé Jacques Rougeau avec son parfum, laissant Raymond à la merci de leurs adversaires américains. Après plusieurs minutes de double équipe des Garvins avec Raymond, Jacques Rougeau père est sorti pour aider son fils. L'aîné Rougeau a également été victime des Garvin et a subi une grave blessure au dos lorsque Jimmy Garvin a mis Rougeau père dans un crabe de Boston tandis que Ronnie Garvin lui a frappé un genou depuis le tendeur supérieur. La foule montréalaise était furieuse lorsque Jacques, Sr. a été transporté au vestiaire sur une civière. L'incident a ensuite été qualifié de « massacre de la Saint-Jean-Baptiste »,.
Les Rougeau ont pris une certaine revanche le mois suivant. Abandonnant leur style de lutte scientifique familier, l'équipe a ensanglanté les Garvin dans une bagarre sauvage qui s'est terminée par une double disqualification. Après s'être remis de ses blessures, Jacques Sr. a accompagné ses fils sur le ring et les a félicités lors de la célébration d'après-match pour avoir à la fois vengé leur perte et protégé la réputation de la famille de lutte Rougeau . La querelle Garvin-Rougeau s'est terminée par un match Steel Cage à Sudbury, en Ontario, qui a vu les Rougeau Brothers repartir vainqueurs. Ce combat s'est déroulé à l'extérieur du territoire d'origine de la Lutte Internationale, la Commission sportive du Québec interdisant les matchs en chaîne et en cage d'acier lors des événements de lutte. Sherbrooke, Québec a connu l'un des matchs en cage entre les Rougeaus et les Garvins. Il y avait des commissions sportives à Montréal et à Québec mais pas dans les autres villes de la province de Québec.

#### Mort de Tarzan Tyler
Le meilleur heel de la Lutte Internationale était Tarzan Tyler. Amené à Lutte Inter trois ans plus tôt pour remplacer le manager "Lord" Alfred Hayes qui partait rejoindre la WWF en tant qu'annonceur, Tourville compta parmi ses « clients » Pierre Lefebvre, Richard Charland, Sailor White, Rick Valentine, Masked Superstar et Jos Leduc. Tyler, qui envisageait de prendre sa retraite avant de rejoindre Lutte, a accepté de devenir un lutteur actif. Le 23 juillet 1984, il mena Lefebvre, Masked Superstar et Richard Charland dans un combat par équipe de 8 contre la famille Rougeau (Jacques Sr., Armand, Raymond et Jacques Rougeau) au Forum de Montréal devant 15 562 spectateurs. King Tonga y fût présenté comme le « protégé » de Tyler, qui l'a dirigé contre le champion des poids lourds Dino Bravo la même année.
À la fin de 1985, Tyler s'associe à Abdullah the Butcher, Jos Leduc et au manager Eddie "The Brain" Creatchman pour prendre le contrôle de Lutte Internationale des mains des "babyfaces" de la promotion. Tyler a ciblé le champion poids lourd Dino Bravo tandis qu'Abdullah le boucher et Jos Leduc s'en sont pris aux champions par équipe, les frères Rougeau, qui sortaient alors de leur rivalité avec les Garvin. Leur prochaine bataille avec le groupe Creatchman-Tyler était censée constituer un scénario majeur pour l'entreprise à l'approche de 1986. Abdullah le Boucher et Raymond Rougeau ont disputé quelques combats ensemble avant qu'un combat par équipe ne soit signé le 28 décembre 1985 à Sudbury, en Ontario. La querelle a pris fin à la mort subite de Tyler, le chef du groupe, dans un accident de voiture avec son compatriote lutteur Pierre "Mad Dog" Lefebvre et l'arbitre Adrien Desbois, près de la Réserve faunique des Laurentides le jour de Noël. Ils revenaient d'un événement de Lutte Inter à Chicoutimi, au Québec. Le décès de Tyler a été considéré comme une perte à la fois commerciale et personnelle pour l'entreprise,. Les Rougeau partirent rejoindre la WWF deux mois plus tard.

### Relation avec la Fédération mondiale de lutte (1985-1986)
Bien que Lutte Internationale connaisse un succès sans précédent au Québec, le promoteur du WWF, Vince McMahon, a commencé à s'implanter au Canada dans le cadre de ses efforts d'expansion nationale au début des années 1980. Au début de 1984, le WWF a mis hors service la promotion " Superstars of Wrestling " de George Cannon et a repris sa série télévisée sur CFCF 12. À la fin de l'année, le WWF avait acheté la Maple Leaf Wrestling de Toronto et la Stampede Wrestling de Calgary. McMahon a ensuite tourné son attention vers la promotion des hors-la-loi à Montréal,,. Alors que Promotions Varoussac avait un accord de co-promotion avec Vince McMahon, Sr. pour importer des stars du WWWF, McMahon, Jr. n'a pas poursuivi cet arrangement. Lutte Internationale n'a plus besoin du WWF en raison de sa propre popularité mais Brito décide de négocier un échange de talents avec Verne Gagné et l'American Wrestling Association basée à Minneapolis. Cela a permis à la promotion de bénéficier plus tard de l'association de l'AWA avec la Pro Wrestling USA et d'attirer de grandes stars américaines telles que Butch Reed, Jimmy Garvin, Tom Zenk, The Tonga Kid et The Road Warriors,,. Plusieurs jeunes lutteurs prometteurs, dont Bruno Sammartino Jr., Mike Rotunda, Mike Shaw et Rick Steiner, ont également passé du temps à Montréal.

#### Carpentier et Hauray rejoignent le WWF
Comme lors de ses batailles avec les promoteurs de la National Wrestling Alliance aux États-Unis, McMahon pensait pouvoir surpasser la promotion montréalaise grâce à sa programmation télévisée de qualité supérieure. Le 29 mai 1984, Pat Patterson a organisé un enregistrement télévisé surprise du WWF à l'Auditorium de Verdun pour tenter de se présenter contre l'émission de Lutte. McMahon a sous-estimé la popularité de Lutte Internationale et le spectacle a été médiocre malgré le champion du monde des poids lourds de la WWF, Hulk Hogan et "Dr. D" David Shultz en tête d'affiche du spectacle. Il était évident pour McMahon qu'il devait changer de stratégie si l'on voulait que l'invasion du Québec par le WWF réussisse.
En janvier 1985, peu après avoir quitté Lutte Internationale, les animateurs des Étoiles de la Lutte, Edouard Carpentier et Guy Hauray, ont choqué les fans de lutte québécois en signant une entente avec CHLT-7 pour passer leur émission à un format entièrement WWF. Cela aurait laissé Lutte Internationale sans télévision, cependant, Brito avait conclu une entente avec le réseau Cogeco pour la deuxième émission francophone de Lutte Inter quelques mois plus tôt. Lutte Inter est également revenu à la station de langue anglaise, avec l'aide du directeur du programme CFCF-12, Bill Merrill, et a présenté Milt Avruskin dans le rôle de l'homme play-by-play et Gino Brito faisant des commentaires en couleur.

#### Spectacles interpromotionnels
Brito a reconnu que McMahon disposait de finances bien plus importantes. Le WWF pouvait se permettre de perdre de l’argent dans une guerre promotionnelle à long terme, alors que Lutte Internationale ne le pouvait pas. La promotion a tenté de négocier un compromis avec le WWF à la mi-1985. En échange de l'octroi au WWF des droits exclusifs sur Le Colisée à Québec, McMahon a accepté un accord de co-promotion avec Lutte Internationale pour une série de spectacles interpromotionnels au Forum de Montréal. Les combats « Québec contre WWF » se dérouleraient dans le ring de Lutte Inter. Les lutteurs québécois devaient participer au Main Event de quatre des six spectacles et avaient des victoires nettes sur les stars de la WWF. Lutte Internationale a également été autorisée à organiser des house shows au Centre Paul Sauvé sans opposition. Les concessions faites par le WWF étaient inouïes à l'époque, surtout compte tenu des relations de McMahon aux États-Unis avec les principaux promoteurs de la NWA. Le dernier spectacle de Lutte Inter au Forum de Montréal a eu lieu le 29 juillet 1985, devant 17 502 spectateurs. En haut de la carte, Masked Superstar a fait une dernière tentative pour renverser le champion des poids lourds Dino Bravo avant de partir pour la WWF. Bravo a tenté de démasquer Masked Superstar à la fin du match, mais a été interrompu par un mystérieux homme masqué qui s'est révélé plus tard être Jos Leduc. Autrefois l'une des stars les plus populaires du Québec, le heel turn de Leduc a choqué les fans, lui qui attaquait alors en secret ses camarades babyfaces de Lutte Inter depuis plusieurs semaines.
La première émission « Lutte Inter contre WWF » a eu lieu au Forum le 26 août 1985. Le combat de tête d'affiche était un match par équipe opposant Dino Bravo et King Tonga à Nikolai Volkoff et l'Iron Sheik. La série interpromotionnelle, qui attira régulièrement entre 15 000 et 21 000 fans, connaît un grand succès financier et s'avère être l'un des programmes les plus populaires de l'histoire de la lutte québécoise. Le spectacle final consistait en un « match Champion contre Champion » entre Dino Bravo et Hulk Hogan. Initialement prévu au Stade olympique de Montréal, ce show avait le potentiel de battre le record de la ville de tous les temps. Le show final a d'abord été déplacé au Forum de Montréal et annoncé pour le 13 janvier 1986, avant d'être annulé et il a été suggéré que Vince McMahon ne voulait pas voir Hogan perdre contre Bravo, la popularité du champion de la WWF de l'époque étant alors à son apogée aux États-Unis. Bravo, qui avait été présenté comme champion canadien du WWF lors des émissions du WWF au Canada, a donc quitté l'entreprise et est retourné au Québec. Après six spectacles, la WWF s'est retirée de l'accord et a signé un contrat d'exclusivité avec la salle en février 1986. Il a été largement spéculé que McMahon utilisait les spectacles interpromotionnels comme une opportunité de prendre pied dans la ville et de forcer Lutte Inter à quitter le Forum de Montréal. L'appui de Lutte Inter a présenté le WWF aux amateurs de lutte québécois aux conditions les plus favorables.

#### Raids de talents du WWF
Avec la perte du lucratif Forum de Montréal, McMahon a poursuivi en attirant les meilleures stars de Lutte Inter,. King Tonga et les frères Rougeau furent les premiers à rejoindre la WWF au printemps 1986. Dino Bravo, qui avait quitté la WWF après l'annulation de son combat contre Hogan à Montréal, a vendu sa part de l'entreprise à Brito et Rick Martel à la fin de l'année et a ultérieurement rejoint la WWF à plein temps. Rick Martel et Tom Zenk ont suivi Bravo peu de temps après avoir quitté Gino Brito, Eddie et Floyd Creatchman, les derniers propriétaires de Lutte Internationale.

### Fin et conséquences (1986-1987)
N'étant plus en mesure d'acquérir des talents de haut niveau aux États-Unis, Lutte Inter semblait une structure de « ligue mineure » opérant à partir du Centre Paul Sauvé, beaucoup plus petit,. Pour lutter contre les raids de talents du WWF, Brito s'est dépêché de trouver de nouvelles stars. Tom Zenk était surnommé le « futur champion du Québec » avant sa défection à la WWF avec Rick Martel. Steve Strong s'est rapidement imposé comme le meilleur heel de Lutte Inter après avoir rivalisé avec Martel en 1986,. L'une des rares stars à rester fidèle à Lutte Inter était Richard Charland, qui de fait contribua à renforcer la division par équipe de la promotion. Une autre équipe populaire était celle des Longriders ( Bill et Scott Irwin ) qui ont remporté un tournoi de championnat pour les titres par équipe alors vacants. Un certain nombre d'autres lutteurs ont été invités pour des apparitions ponctuelles. Le Sheik originel, alors en semi-retraite, fut même appelé au milieu de l'année 1987 mais son combat d'exhibition ne parvint pas à enthousiasmer les fans. Les autres futures stars à apparaître dans Lutte Inter étaient Alofa, Billy Fury, Kevin Kelly et Toshiaki Kawada,.
Brito s'est également tourné vers la WWC pour lui fournir des lutteurs. Une grande star de Lutte Inter au cours de ses dernières années, Abdullah le Boucher est devenu un babyface et a été booké contre ses collègues de la WWC Bruiser Brody  et Kareem Muhammad qu'il a combattu dans une série de matchs sauvages et sanglants. Killer Tim Brooks est apparu comme le frère (kayfabe) fou de Brody, "Buster Brody". Hercules Ayala est ensuite arrivé pour rivaliser avec Jos Leduc. Parmi les autres stars notables de la WWC à apparaître dans Lutte Internationale figuraient Kendo Nagasaki, Jason le Terrible, Sweet Daddy Siki et David Shultz. Cette nouvelle insistance sur la lutte hardcore a rebuté de nombreux fans de lutte québécois, qui se sont très probablement retournés vers la WWF. Abdullah le Boucher a remporté le Championnat international canadien des poids lourds face à Hercules Ayala le 22 février 1987 et est resté champion jusqu'à la fin de la promotion.
Dans une tentative de réduire les coûts, un certain nombre de lutteurs masqués ont commencé à apparaître dans des émissions ; les lutteurs préliminaires locaux, tels que Verne Siebert (utilisant le nom de The Spoiler, à ne pas confondre avec Don Jardine ), portaient souvent des masques de lutte pour disputer un match, puis luttaient démasqués sur la même carte.
La promotion a subi une autre perte avec le départ du manager de longue date Eddie Creatchman . Il a été remplacé par son fils legit "Pretty Boy" Floyd Creatchman . Il a non seulement assumé le rôle de son père en tant que meilleur manager heel de la région , mais a également animé une interview intitulée "Creatchman's Corner" dans l'émission télévisée hebdomadaire de Lutte Inter,. Floyd Creatchman a ensuite rejoint Ron Francis, membre du personnel sportif du CFCF, en tant qu'équipe d'annonce de "Lutte Internationale" au cours de sa dernière année d'antenne. La qualité déclinante de son émission télévisée, en particulier après le départ de Milt Avruskin, est devenue encore plus flagrante aux yeux des fans par rapport à l'aspect soigné de la programmation de l'émission WWF. Lutte Inter a été la dernière promotion québécoise à avoir une émission de télévision hebdomadaire.
Au cours de leur dernière année d'activité, Lutte Inter effectue une tournée en Ontario et donne des spectacles à Toronto, Sudbury et Thunder Bay. L'entreprise a cependant fait faillite en juin 1987, moins d'un an après les raids de talents du WWF,. Le dernier spectacle de Lutte Inter à Verdun, au Québec, mettait en vedette Abdullah le boucher luttant contre Gino Brito dans l'événement principal. Après la fermeture de Lutte, Pat Patterson a convaincu Brito d'être le promoteur du WWF à Montréal, poste que Brito a occupé pendant quatre ans.

## Lutte Internationale 2000
Au milieu des années 1990, Montréal a connu une sorte de renouveau lorsque Jacques Rougeau fils a commencé à faire de la promotion dans la région. Son premier effort majeur remonte à 1995 alors qu'il met en scène plusieurs spectacles à l'Auditorium de Verdun. Il avait l'intention d'établir une promotion majeure avec un petit groupe de lutteurs triés sur le volet. Bien que les partisans québécois soient réceptifs, la promotion de Rougeau prend fin après quelques semaines. Alors qu'il travaillait pour la World Championship Wrestling, Rougeau détenait une carte interpromotionnelle unique au Centre Molson le 11 avril 1997. Le show mettait en vedette des lutteurs du petit groupe indépendant de Rougeau ainsi que plusieurs stars de la WCW, dont Hollywood Hogan. Hogan, alors champion du monde poids lourds de la WCW, a perdu contre Rougeau dans un combat pour lequel le titre n'était pas en jeu. Cela a été fait sans l'approbation du président de la WCW, Eric Bischoff, car Hogan jouissait d'un contrôle créatif total sur son personnage sur le ring, et un combat retour a été teasé, intitulé "Battle for Quebec". Malgré la guerre promotionnelle entre la WCW et la WWF, qui donnait à Bischoff une opportunité de prendre le contrôle de l'ancien territoire, ce dernier n'a pas donné suite à l'angle Hogan-Rougeau et a laissé McMahon aux commandes du Québec.
En 1999, Rougeau a tenté de ressusciter la promotion « hors-la-loi » de Montréal en ouvrant « Lutte Internationale 2000 ». Les émissions mettaient en vedette les étudiants de son école de lutte, tels que LuFisto, Max Boyer, et Pauly Platinum, ainsi que King Kong Bundy, Pierre Carl Ouellet, Richard Charland, et Raymond Rougeau. La lutteuse américaine Amanda Storm est également apparue pour Lutte Internationale 2000 au cours de son année initiatique,. L'un des événements de Rougeau a attiré un nombre impressionnant de 3 500 partisans à Chicoutimi tandis qu'un autre a eu lieu au Centre Molson à Montréal. Lutte Internationale 2000 a également vendu l'Auditorium de Verdun en décembre 2000. Les émissions ont reçu des critiques mitigées car de nombreux fans de lutte « modernes » du Québec, conditionnés depuis longtemps au style « divertissement sportif » de la WWF, n'étaient plus habitués au style traditionnel de Rougeau qui était plus « familial » que hardcore. Ses spectacles ont eu lieu sporadiquement sous la bannière "Lutte Familiale" jusqu'en 2011.

## Héritage
«  I wonder, in this age, if the casual fan has that interest in [Quebec territory] pro wrestling, but they should. We should all have such high standards. Because the regional promotions like Grand Prix and Lutte Internationale were the foundation of the industry for most of its history, and the training ground of so many of the greats, watching it gets you involved in the big angles, the development of those stars and the vast difference in approach between today and yesteryear. »

—  Joe Babinsack, F4Wonline.com (July 21, 2013)
Lutte Internationale a marqué la phase finale de « l'âge d'or de la lutte » à Montréal. Après une période de cinquante ans remontant aux années 1930 avec le promoteur Eddie Quinn, ce fut l'une des dernières promotions de l'ère territoriale au Canada. De nombreuses stars franco-canadiennes ont trouvé leur place au sein de la World Wrestling Federation pendant le boom de la lutte des années 1980, cependant, la fermeture de la Lutte Internationale signifiait que les lutteurs aspirant à leur succéder n'avaient plus nulle part où perfectionner leur art, créant un vide durant jusque de nos jours ,. Quelques promotions indépendantes ont tenté de s'implanter à Montréal au cours des années 1990, les plus réussies étant la Northern Championship Wrestling (1996-) et l'International Wrestling Syndicate (1998-), mais il faudra près d'une décennie avant que la ville ait une « scène indépendante » viable. Le Grand Prix et la Lutte Internationale ont été présentés dans le documentaire de 2013 L'âge d'or de la lutte québécoise. Joe Babinsack du Wrestling Observer Newsletter a rappelé aux fans leurs contributions à l'industrie de la lutte canadienne et américaine.
La vidéothèque de Lutte Internationale est l'une des rares à ne pas aujourd'hui appartenir à la World Wrestling Entertainment. Selon l'historien de la lutte Patric Laprade, ses images sont dans le domaine public. Les bandes maîtresses n'ont pas été conservées lorsque la société a fait faillite et les seules images connues de son émission de télévision existent grâce aux fans dévoués qui en ont enregistré les épisodes sur des magnétoscopes. Laprade et le promoteur de lutte montréalais Bertrand Hébert ont utilisé une grande partie de ces images pour leurs DVD sur la lutte québécoise.

## Championnats et programmation

### Championnats
| Championnat                                         | Remarques |
| --------------------------------------------------- | --- |
| Championnat international canadien des poids lourds | Le titre des poids lourds de Lutte Internationale / International Wrestling. Il a été défendu de 1976 à 1987. |
| Championnat canadien international par équipe       | Le titre par équipe de Lutte Internationale / International Wrestling. Il a été défendu de 1976 à 1987.       |
| Championnat international canadien de télévision    | Le titre a été créé en 1983 et a continué à être défendu jusqu'en 1987.                                       |

### Programmation
| Émission                | Remarques |
| ----------------------- | --- |
| Les Étoiles de la Lutte | (1980-1984) Diffusé exclusivement sur CHLT-TV de Sherbrooke, Québec. L'émission a également été diffusée sur les chaînes régionales du réseau de télévision TVA. Une version en langue anglaise était disponible sur Superstars of Wrestling, diffusée à l'échelle nationale. |
| Lutte Internationale    | (1984-1987) Version française, également diffusé sur le réseau Cogeco. |
| International Wrestling | (1984-1987) version anglaise, également diffusé sur CFCF-12. |

## Lectures complémentaires
- Pat Laprade et Bertrand Hébert, Mad Dogs, Midgets and Screw Jobs: The Untold Story of How Montreal Shaped the World of Wrestling, Toronto, ECW Press, 2013 (ISBN 1770902961)